# لونی تامپسون
لونی تامپسون (انگلیسی: Lonnie Thompson؛ زادهٔ ۱ ژوئیهٔ ۱۹۴۸) استاد دانشگاه، و زمین‌شناس اهل ایالات متحده آمریکا است.
وی همچنین برندهٔ جوایزی همچون نشان ملی علوم و نشان بنجامین فرانکلین شده‌است.